# Жолкевский, Лукаш
Лу́каш Жолке́вский (ок. 1594 — декабрь 1636) — государственный и военный деятель Речи Посполитой, воевода брацлавский (1636), староста калушский, хмельницкий и переяславский.

## Биография
Представитель польского магнатского рода Жолкевских герба «Любич». Младший сын подкомория львовского Николая Жолкевского (ум. 1596) и внук воеводы белзского и русского Станислава Жолкевского (1520—1588). Старший брат — обозный великий коронный Адам Жолкевский (ум. 1615).
Учился за границей, затем вернулся на родину. Вместе со своим дядей, гетманом великим коронным Станиславом Жолкевским, Лукаш участвовал в битве под Цецорой, где небольшое польское войско было наголову разгромлено превосходящими силами турецко-татарских войск. Лукаш Жолкевский провел в турецком плену два года.
По указанию польского короля Сигизмунда ІІІ Вазы Лукаш Жолкевский сопровождал королевича Владислава во время его заграничного путешествия. Участвовал в войне со Швецией (1626—1629), во время которой в битве при Хамерштыном в 1627 году взял в плен шведских командиров, которых передал королю.
В 1632—1634 годах Лукаш Жолкевский принимал участие в Смоленской войне с Русским государством. Хотя под его руководством провалилась осада Севска, получил в награду от Владислава IV Вазы королевское имение (королевщину).
В 1630-х годах Лукаш Жолкевский был одним из главных участников переговоров от имени коронного правительства с восставшими украинскими казаками. Друг Адама Киселя. В августе 1635 года после взятия и разрушения запорожскими казаками под командованием гетмана Ивана Сулимы крепости Кодак Лукаш Жолкевский вместе с ним мобилизовал реестровых казаков для похода против повстанцев, в который отправился в конце августа.
В декабре 1636 года воевода брацлавский Лукаш Жолкевский погиб в битве с восставшими казаками под Кумейками, в которой он командовал полком немецких наёмников-пехотинцев.
Лукаш Жолкевский владел Бродами. В 1614 году он выдал привилегий для Брод, в котором расширил права местных мещан. В 1629 году Лукаш Жолкевский продал Броды гетману великому коронному Станиславу Конецпольскому, который получил город частично даром, частично — за 500 тысяч злотых.
Лукаш Жолкевский был похоронен в костеле в местечке Бубнов, которое ему принадлежало. При Богдане Хмельницком его останки были выброшены из гроба, буздыган (жезл) и дорогой перстень были похищены в качестве мести за нанесенные им обиды казакам.